# Noordelijk Insteekdok (Antwerpen)

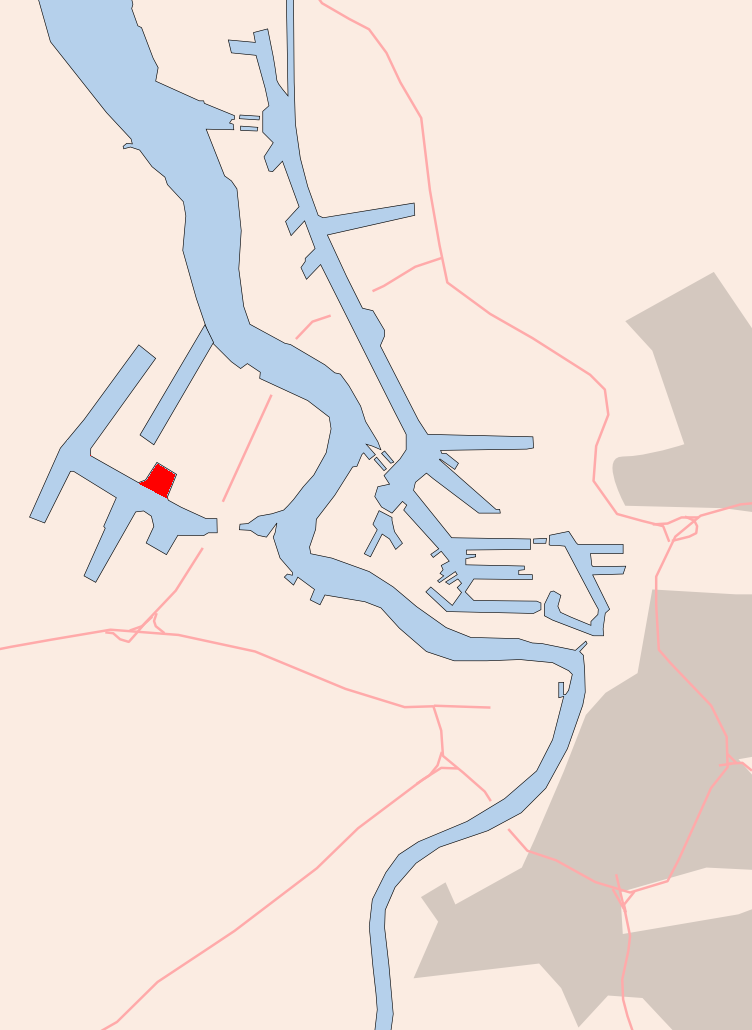
Locatie

Het Noordelijk Insteekdok ligt in het Havengebied van Antwerpen, maar het havendistrict ligt in Oost-Vlaanderen en ligt op het grondgebied van Kallo. Het dok ligt aan de noordkant van het Waaslandkanaal (dok) in een noordoostelijke richting. Het is 575 meter lang en 400 meter breed met een diepte van 14,50 meter. Het dok is, nadat het Kallo-kanaaldok Waaslandkanaal gegraven is in 1980, kort nadien gegraven.
Rondom dit dok zijn de nieuwe industriegiganten gekomen zoals onder andere de North Sea Petrochemicals (NSP), Gyproc Benelux en verderop naar het noorden liggen veel bedrijven naast elkaar zoals: Borealis, NSP Olefins, Indaver, Orgacom, Flanamat, Ibogem, Destructo Aproc en ten slotte Monument Chemical, INEOS en Ashland, Inc., die aan de Schelde liggen en waarvan laatstgenoemd bedrijf tevens aan de monding Deurganckdok ligt.
Vele havenconcessies gaven de voorkeur om nieuwe vestigingen te plaatsen in deze nieuwe Antwerpse Linkeroeverhaven. Vele Oost-Vlamingen profiteren van deze nieuwe havenuitbreiding als werkgelegenheid en werkzekerheid. Oostelijk ligt het enorme grote uitgestrekte Bayer Kallo Industries met zijn Scheldenummering 1548 en 1992. De Beverentunnel gaat onderdoor het Waaslandkanaal en komt tussen deze vernoemde chemiebedrijven boven en loopt noordelijk langs het kilometers uitgestrekte Bayer-concern. Dan gaat de baan tussen Bayer en Haltermann onder de Schelde naar de Liefkenshoektunnel.
Aan de rechteroever komt ze boven tussen Bayer en Degussa-Hüls concessies.
Op de Antwerpse rechteroever van de Schelde:
Albertdok · Amerikadok · Asiadok · Bevrijdingsdok · Bonapartedok · Churchilldok · Derde Havendok · Eerste Havendok · Graandok · Hansadok · Houtdok · Industriedok · Kanaaldok · 
Kattendijkdok · Kempisch dok · Kooldok · Leopolddok · Lobroekdok · Margueriedok · Marshalldok · Noordschippersdok · Petroleumdok · Sasdok · Schippersdok · Schuildok voor Lichters · Siberiadok · Steendok · Straatsburgdok · Suezdok · Tweede Havendok · Verbindingsdok · Vierde Havendok · Vijfde Havendok · Willemdok · Zesde Havendok · Zuiderdokken
Op de Oost-Vlaamse linkeroever van de Schelde:
Deurganckdok · Doeldok · Noordelijk Insteekdok · Saeftinghedok · Verrebroekdok · Vrasenedok · Waaslandkanaal · Zuidelijk Insteekdok